# 미국에서 온 모리스
《미국에서 온 모리스》(영어: Morris from America, 독일어: Morris aus Amerika)는 미국과 독일에서 제작된 채드 하티건 감독의 2016년 성장 코미디 드라마 영화이다. 크레이그 로빈슨 등이 출연하였다.

## 출연
- 크레이그 로빈슨
- 마키스 크리스마스
- 카를라 유리
- 리나 켈러
- 야쿠프 기에르샤우
- 레빈 헤닝
- 에바 뢰바우